# 益子町北運動公園野球場
益子町北運動公園野球場（ましこまちきたこうえんやきゅうじょう）は、栃木県益子町大沢3535-1にある野球場である。

## 概要

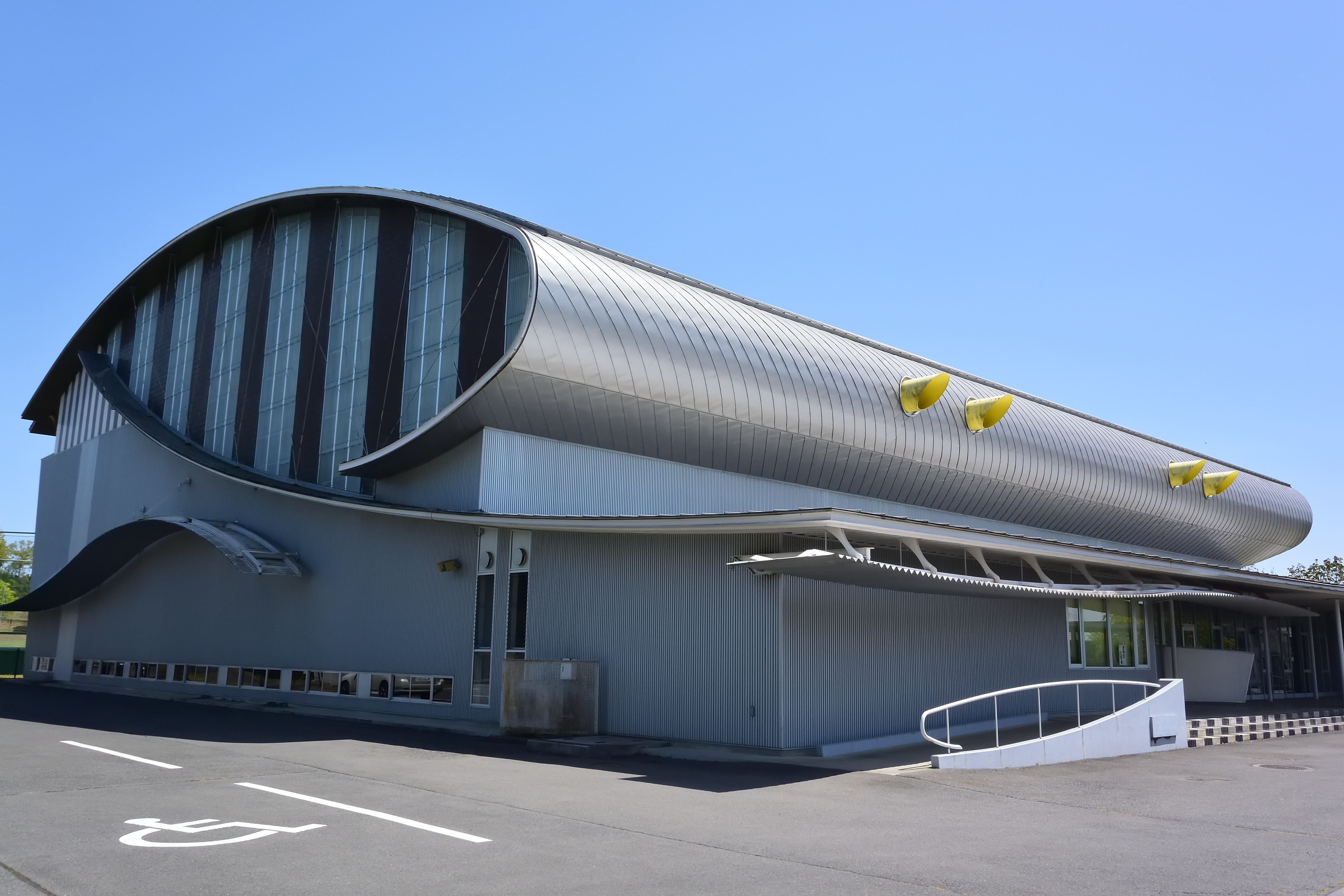
併設する北運動場体育館

町の中心にある益子町町民グラウンドとは別のものにあたる。
球場の落成式には野球教室が行われた。学童野球大会や中学校の野球大会に使用される。また以前は隣町の真岡市にある真岡東球場を大会などに多く使用していたが、現在ではこの球場の方が使用頻度が高くなっている。

## 施設要目
- 両翼 : 99m
- 中堅 : 122m
- 収容人員 : 不明（バックネット椅子席、内野芝生席、外野スタンド無）
- 照明設備 : 有
- スコアボード : 手動式
- 内野 : 土
- 外野 : 天然芝

## 最寄駅
- 真岡鐵道真岡線七井駅が最寄駅。